# رود سوچی
رود سوچی (انگلیسی: Sochi) یک رودخانه در سرزمین کراسنودار کشور روسیه است.